# اولگ یفریمف
اولگ یفریمف (روسی: Оле́г Никола́евич Ефре́мов؛ ۱ اکتبر ۱۹۲۷ – ۲۴ مهٔ ۲۰۰۰) هنرپیشه اهل شوری بود.
از فیلم‌ها یا برنامه‌های تلویزیونی که وی در آن نقش داشته است می‌توان به جنگ و صلح و آیبولیت-۶۶ اشاره کرد.
وی که از تهیه‌کنندگان تئاتر هنری مسکو بود، برندهٔ جوایز گوناگونی همچون جایزه دولتی اتحاد شوروی، نشان لنین، نشان «قهرمان حزب کارگر» و جایزه هنرمند مردمی اتحاد جماهیر شوروی شده است.